# Герман Авербах
Герман Авербах (26 жовтня 1901, м. Тернопіль — 17 серпня 1942, Белжець) — польський математик єврейського походження, один з провідних представників Львівської математичної школи. Доктор математики (1930).

## Життєпис
Авербах народився в сім'ї доктора права Філіпа Авербаха та його дружини Юлії. До 1919 року вчився у Лодзі, Тернополі та Оломоуці. У 1921 році розпочав навчання на правничому факультеті Львівського університету. Наступного року перевівся на математичний факультет, де закінчив навчання 1923-го. У 1928 році він захистив докторську дисертацію по темі Н-опуклих кривих.
Був серед редакційної ради наукового журналу «Studia Mathematica» з 1936 року (6-ий випуск). Добре грав у шахи.
У 1935 році Авербах став доцентом на факультеті математики та природничих наук, а в 1939 — професором Львівського університету.
При арешті нацистами в серпні 1942 року отруївся з дружиною та донькою.. За іншою версію застрелений в шпиталі Рапопорта під час каральної акції разом з іншими пацієнтами.